# Hermandad del Santo Entierro (Manzanares)
La Piadosa Hermandad y Cofradía del Santo Entierro de Nuestro Señor Jesucristo y Virgen de la Soledad es una hermandad y cofradía de nazarenos de la localidad de Manzanares en Ciudad Real. Procesiona el Viernes Santo por las calles de esta ciudad.

## Historia
La formación de esta Hermandad data de 1800 no teniendo datos exactos, aunque algunos datos nos sitúan, tales como una pareja de escudos del 1805, su nombre era "HERMANDAD DEL SANTO SEPULCRO", estaba compuesta por 33 hermanos por ser ésta la edad de Cristo. Su atuendo consistía en una túnica negra, con un cordón blanco en la cintura. Los hermanos llevaban en procesión el Cristo en andas -sin sepulcro-, custodiándolo en su Capilla, hoy ermita de San Blas, hasta el año 1809 en que fue demolida por los franceses. 
En 1955, concretamente el 10 de abril, se refunda la Hermandad con un grupo de personas dispuestas a trabajar con toda la ilusión, estando al frente como Hermano Mayor D. Felipe Lopez. 
En 1959, se acuerda en Junta Permanente hacer dos faroles-guía, dos años después se propone hacer Hermano Mayor Perpetuo al Alcalde del Excmo. Ayuntamiento, y en 1962, D. Agustín Serrano preside una junta como Alcalde y Hermano Mayor. En este año de 1962, y como anécdota podemos señalar que la cuota fijada para los nuevos hermanos era de 5 pesetas y 2 pesetas para los demás.
En el año 1966 se reforma la Hermandad quedando como en la actualidad: túnica y capirote negro, fajín y capa de color hueso con escudo de la Cruz de los Caballeros del Santo Sepulcro, guantes y zapatillas en color negro con hebilla cromada y farol dorado.
	En septiembre de 1981 fueron legalizados los Estatutos que rigen la Hermandad por D. Rafael Torija de la Fuente, Obispo de la Diócesis y firmado por los siguientes miembros de la Junta: D. Miguel Barberán, D. Roque Pinilla y D. Domingo Noblejas.
	En abril de 1983 se adquiere el local de la Casa Hermandad sito en la c/ Orden de Santiago 11, remodeladas inicialmente por D. Miguel Barberán y D. Jesús López Callejas y en la actualidad por hermanos de la cofradía.
A los 195 años de su fundación, exactamente el 13 de abril de 1995, reformados los pasos, sacan a la Virgen en andas 48 mujeres, llevando un peso de 760 kilos. Y el Cristo, es sacado también en andas por 38 costaleros, con un peso de 700 kilos. El atuendo de los hombres y las mujeres de trono es : túnica negra con botones blancos, cíngulo blanco y negro, una medalla con la Virgen y el Cristo, zapatillas negras y guantes blancos. 
Actualmente los pasos son portados a un hombro por 60 mujeres el paso de palio de Nuestra Señora de la Soledad, y 50 hombres el paso del Sepulcro de Nuestro Señor Yacente, aproximadamente.

## Sede
La sede canónica de la hermandad es la Iglesia de la Asunción, donde recibe culto el titular de nuestra hermandad en la capilla de la Santísima Virgen de los Dolores.
La casa hermandad de la cofradía se encuentra situada en la calle Orden de Santiago, cerca de la ermita de San Antón en Manzanares
En la Casa Hermandad están las cocheras donde se guardan los pasos durante todo el año, una sala de reuniones en el piso de arriba y una capilla para Nuestra Señora de la Soledad, en la que se celebran diferentes cultos como el rezo del rosario y la cruz de Mayo.
Un lugar de encuentro para los cofrades de Manzanares, sobre todo los días de ensayo de los portadores y portadoras de trono y el Domingo de Resurrección, en la celebración de la Pascua.
También la Casa Hermandad está abierta todos los jueves a partir de las 9 de la tare para su visita.

## Pasos

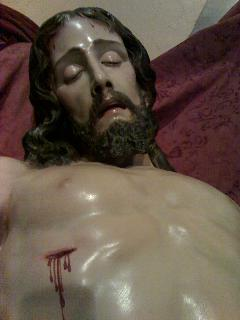
Santo Entierro.

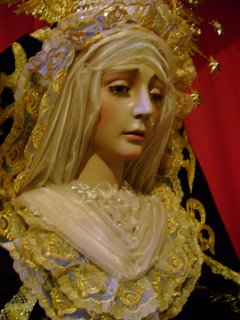
Virgen de la Soledad.

El Sepulcro que ahora guarda la imagen de
Jesús, durante las procesiones, fue donado el 16 de junio de 1885 por Dª. Miguela Sánchez-Blanco González-Calero,y que fue guardado por los hermanos en tiempos de guerra y según su propio testamento y para tal fin otorgaba la cantidad de 6.000 reales (1.500 pesetas actuales)para su compra.
	La mantilla que cubre al Cristo, también durante la procesión, fue una donación de Dª. Mercedes de Forcallo, esposa de D. Agatino Chacón, Marqués de Salinas, corresponde a la que ella lució el día de su boda en el año 1892.
El 22 de julio de 1936, al incendiarse la Parroquia, se quemó el Cristo Yacente. Y, el 1 de marzo de 1943, las hermanas Cayetana y Paquita Criado compraron el Cristo actual, a la firma Valentín Caderot de Madrid.
La Virgen, Nuestra Señora de la Soledad, se compró en Madrid el año 1984 de autor anónimo, se compró a la firma Santa Rufina de Madrid y el manto de terciopelo que la cubrió, a las Carmelitas Descalzas de Daimiel (C. Real), quienes lo confeccionaron. 
El 17 de abril de 1992 sale por primera vez el palio, éste fue confeccionado por la familia López Callejas y Antonia Espinosa. Los varales del palio fueron realizados en los talleres de D. Ramón Orovio de la Torre en Torralba de Calatrava (C. Real).
En el año 2000, a los doscientos años de su fundación, se estrena trono del Cristo Yacente, hecho por los propios hermanos, con un canasto tallado en madera de haya, y envejecido con betún de judea, por el escultor de Menasalbas (Toledo), D. Antonio Sánchez Sánchez, quien hace entrega del mismo el 19 de marzo de 2000. Igualmente ese mismo año, Nuestra Señora de la Soledad, estrena manto confeccionado y bordado por las propias hermanas, y fue donado el terciopelo por un Hermano.
Los respiraderos del paso de palio de Nuestra Señora de la Soledad han sido labrados en plata en los talleres de Santos Campanario en Sevilla, inaugurados en el año 2008.
Las dos imágenes titulares, Ntra. Sra. de la Soledad y el Cristo Yacente, han sido restaurados por el imaginero sevillano D. José María Leal Bernáldez en su taller de la capital hispalense en los años 2007 y 2008, respectivamente.